# 吉岡和也
吉岡 和也（よしおか かずや、1978年9月9日 -）は土屋ホーム所属のスキージャンプ選手。北海道小樽市生まれ。

## プロフィール
小樽末広中学校、北照高等学校を経て1997年デサントに入社。2003年八木弘和コーチと共にサンスタッフ（クラブはWSCシュピッツ）に移り、2004年から土屋ホームに所属している。

1998年の長野オリンピックでは、ジャンプ史上最年少（当時）の19歳5ヶ月で代表入りするも厚い選手層に阻まれ出場は無し。
通常のV字ジャンプよりもスキーの先端を拡げるスタイルを持っている。
その後、1999年1月30日に行われたワールドカップ団体戦ビリンゲン大会（ドイツ）で優勝。2001年1月19日パークシティ大会（アメリカ）でも2度目の団体優勝。その翌日1月20日に同じくパークシティで行われた個人戦で自己最高の3位入賞を達成した。2015年に競技から引退し、現在は土屋ホームの社業に専念している。

## 主な競技成績
- スキージャンプ・ワールドカップ(2007-2008シーズン終了時点)
  - 総合は13位が最高(1998-1999）
  - 3位入賞が1回(2000-2001ソルトレイクシティ大会)
- ジャンプ週間
  - 総合6位が最高 (1998-1999)
- ノルディックスキー世界選手権（2001年、ラハティ）
  - 団体ラージヒル 4位（宮平秀治、吉岡和也、原田雅彦、葛西紀明）
  - 個人ラージヒル20位
  - 個人ノーマルヒル19位
- ジュニア世界選手権(1995年ガリバレ/スウェーデン)	
  - 団体ノーマルヒル 3位（池田義治、吉岡和也、宮崎優、岡村創太）
  - 個人ノーマルヒル13位

- - 1994.02.03(木)　第31回全国中学校スキー大会　優勝
  - 1994.03.20(日)　第28回雪印杯全日本ジャンプ旭川大会ジュニアの部　優勝
  - 1994.12.18(日)　第10回吉田杯ジャンプ大会少年組　優勝
  - 1994.01.08(日)　第36回雪印杯全日本ジャンプ大会少年組　優勝
  - 1996.02.23(金)　第51回国民体育大会冬季大会少年組　優勝
  - 1996.03.10(日)　第67回宮様スキー大会国際競技会(ラージヒル)少年組　優勝
  - 1996.03.17(日)　第30回雪印杯全日本ジャンプ旭川大会少年組　優勝
  - 1996.03.20(水)　第31回倶知安町長杯全道ジャンプ大会少年組　優勝
  - 1997.01.05(日)　第39回雪印杯全日本ジャンプ大会少年組　優勝
  - 1997.02.01(土)　第8回TVh杯ジャンプ大会少年組　優勝
  - 1997.02.02(日)　第9回UHB杯ジャンプ大会少年組　優勝
  - 1997.02.23(日) 	第52回国民体育大会冬季大会少年組　優勝
  - 2000.02.05(土)　第12回UHB杯ジャンプ大会成年組　優勝
  - 2000.02.26(土)　第78回全日本スキー選手権大会 (ラージヒル)兼第41回NHK杯ジャンプ大会　優勝
  - 2000.03.05(日)　第71回宮様スキー大会国際競技会（ラージヒル）成年組　優勝
  - 2006.01.09(月)　第48回HBCカップジャンプ競技会　優勝
  - 2006.01.29(日)　第84回全日本スキー選手権大会兼第47回NHK杯ジャンプ大会　優勝
  - 2009.12.20(日)　第25回吉田杯ジャンプ大会成年組　優勝